# Clovia montrouzieri
Clovia montrouzieri är en insektsart som beskrevs av William Lucas Distant 1920. Clovia montrouzieri ingår i släktet Clovia och familjen spottstritar. Inga underarter finns listade i Catalogue of Life.